# Benkovce
Benkovce és un poble i municipi d'Eslovàquia. Es troba a la regió de Prešov, al nord del país.

## Història
La primera referència escrita de la vila data del 1363.

## Demografia
| Godina             | 1994 | 2004   | 2014   | 2024   |
| ------------------ | ---- | ------ | ------ | ------ |
| Nombre de persones | 554  | 541    | 534    | 567    |
| Diferència         |      | −2,34% | −1,29% | +6,17% |

| Godina             | 2023 | 2024   |
| ------------------ | ---- | ------ |
| Nombre de persones | 563  | 567    |
| Diferència         |      | +0,71% |